# FIFA 14
FIFA 14 é um jogo eletrônico de simulação de futebol desenvolvido pela EA Sports e publicado pela Electronic Arts. Foi lançado em Setembro de 2013 para PlayStation 2, PlayStation 3, PlayStation Portable, PlayStation Vita, XBOX 360, Wii, Nintendo 3DS e Microsoft Windows. O jogo também ganhou uma versão para Windows Phone, iOS e Android. A versão para PlayStation 4 e Xbox One foi lançada em Novembro de 2013. Também conhecido por ser o  último jogo lançado para a plataforma PlayStation 2.

## Características
As principais características estão listadas abaixo. A EA decidiu este ano se concentrar mais na experiência on-line. Isto por causa de características previamente apreciada pelos jogadores, como torneios personalizados e amistosos entre usuários. Um número de usuários se queixaram de diversos bugs e falhas que a EA espera erradicar através do processo de patches. O Aka Scripting também prevalece este ano para aumentar a emoção dos jogos entre os 45 e 90 minutos (ou seja, ao longo do segundo tempo de jogo). O jogo facilita gols aos 90 min, alem de sair gols de cabeça facilmente.

### Motor Ignite
Um novo motor de jogo chamado Ignite está sendo usado nas versões de Xbox One e PlayStation 4 do FIFA 14. Esse motor faz com que os gráficos e a jogabilidade fiquem ainda mais "naturais" e faz com que os jogadores reajam durante o jogo de uma forma mais aproximada da realidade. A versão para Windows também utilizaria o Ignite, mas o motor Impact (utilizado nas versões de Xbox 360 e PlayStation 3) foi utilizado devido a alegações da EA que nem todos os jogadores de PC dispõem de computadores poderosos o suficiente para suportar as melhorias gráficas proporcionadas pelo Ignite, que será utilizado apenas na versão seguinte.

### Licenças
21 clubes brasileiros são licenciados: as 20 equipes do Campeonato Brasileiro Série A 2013 (inicialmente o Bahia não estava licenciado, mas uma atualização posterior incluiu seu escudo e uniformes no jogo), mais o Palmeiras que, por ter disputado a Série B do Campeonato Brasileiro de 2013, está no bloco "Resto do Mundo"; no entanto, este foi o último FIFA a contar com todas as equipes do Campeonato Brasileiro e os jogadores oficiais de cada clube, devido a problemas de licenciamento com os jogadores. FIFA 14 também inclui o Campeonato Chileno, Liga Postobón (Colômbia) e a Argentina Primera División, sendo esta a primeira edição que conta com outros campeonatos sul-americanos além do Brasileiro. Pela primeira vez desde FIFA 10, a seleção brasileira foi totalmente licenciada para o jogo. Após o anúncio de Robert Lewandowski na capa polonesa do jogo, foi divulgado também que a seleção polonesa e a Ekstraklasa foram licenciadas para FIFA 14. A seleção do País de Gales também foi licenciada.

#### Ligas
| - 1. Bundesliga - 2. Bundesliga - Saudi Professional League - Primera División Argentina novo - A-League - Bundesliga Austríaca - Jupiler Pro League - Liga do Brasil (Bahia não licenciado) - Campeonato Petrobras novo - Liga Postobón novo - K-League - Superliga - Scottish Premier League - La Liga BBVA - Liga Adelante BBVA - Major League Soccer | - Ligue 1 - Ligue 2 - Eredivisie - Barclays Premier League - Npower Football League Championship - Npower Football League - Npower Football League - Airtricity League - Série A - Série B (Apenas Palermo e Pescara licenciados) - Liga Bancomer MX BBVA - Tippeligaen - Ekstraklasa - Liga Zon Sagres (Arouca, Belenenses, Gil Vincente, Estoril Praia e Marítimo não licenciados) - SOGAZ Liga - Allsvenskan - Raiffeisen Super League |

Legenda
novo - Primeira vez incluso no FIFA

#### Copas Nacionais
| - DFB-Pokal - Crown Prince Cup - ÖFB-Samsung-Cup - Coupe de Belgique - Copa do Brasil - DBU Pokalen - Scottish Cup - Copa del Rey - U.S. Open Cup - Coupe de la Ligue - Coupe de France | - KNVB Beker - Capital One Cup - F.A. Cup - Johnstone's Paint Trophy - Coppa Italia - Copa NM Braathens - Copa Polaca - Taça de Portugal - Russian Cup - Svenska Cupen - Coupe de Suisse |

#### Supercopas
- DFL-Supercup
- Supercopa de España
- Trophée des Champions
- F.A. Community Shield
- Supercoppa

#### Copas Continentais
- Champions Cup (equivalente a UEFA Champions League)
- Euro Cup (equivalente a UEFA Europa League)
- Supercup (equivalente a UEFA Supercup)
- Copa A. Latina (equivalente a Copa Libertadores da América)

#### Times do Resto do Mundo
| - AEK de Atenas - Galatasaray Spor Kulübü - Independiente novo - Kaizer Chiefs - Olympiakos - Orlando Pirates - Palmeiras - Panathinaikos | - PAOK - Rangers - Shakhtar Donetsk novo - Seleção Clássica - Seleção do Mundo - Adidas All-Stars ( Não presente no PS2) - MLS All-Stars |

Legenda
novo - Primeira vez incluso no FIFA

#### Seleções
| - África do Sul - Alemanha - Argentina - Austrália - Áustria - Bélgica - Bolívia - Brasil - Bulgária - Camarões - Chile - Colômbia - Costa do Marfim - Coreia do Sul - Dinamarca - Equador | - Egito - Escócia - Eslovênia - Espanha - Estados Unidos - Finlândia - França - Grécia - Hungria - Índia - Inglaterra - Irlanda - Irlanda do Norte - Itália - México - Noruega | - Nova Zelândia - País de Gales novo - Países Baixos - Paraguai - Peru - Polónia - Portugal - Tchéquia - Romênia - Rússia - Suécia - Suíça - Turquia - Uruguai - Venezuela |

Legenda
novo - Primeira vez incluso/retornando ao FIFA

#### Competições Internacionais
- Campeonato Mundial (equivalente a Copa do Mundo)
- Copa das Confederações
- Campeonato Europeu (equivalente a Euro Copa)
- Campeonato Americano (equivalente a Copa América)

### Ultimate Team
O Ultimate Team contará com conteúdo exclusivo para o XBOX One. O novo recurso é o modo Legends, onde é possível adquirir jogadores clássicos de diferentes épocas do futebol, como Pelé e Dennis Bergkamp. A EA também anunciou o retorno do "Amistoso On-Line", onde os usuários podem jogar em jogos que não contribuem para torneios ou temporadas. Agora também é possível procurar por nomes no mercado de transferências na tela do time. Também é possível editar os números dos jogadores e o papel deles em faltas e escanteios. A temporada do FUT se estendem de 5 a 10 divisões. Você também pode "transportar" moedas do XBOX 360 para o XBOX One e do PS3 ao PS4.

### Estádios
O jogo contém 62 estádios, incluindo 32 locais do mundo real. Novas adições incluem o La Bombonera, em Buenos Aires; o Goodison Park, em Liverpool; e a Donbass Arena, na Ucrânia, sede do Shakhtar Donetsk. O Camp Nou, de Barcelona, que foi excluído de FIFA 13 por questões de licenças, volta a ser incluído em FIFA 14.

#### Lista de Estádios Licenciados
| - Allianz Arena (FC Bayern München e TSV 1860 Münich) - Amsterdam Arena (Ajax) - Anfield (Liverpool FC) - BC Place (Vancouver Whitecaps) - Camp Nou (FC Barcelona) - Donbass Arena (FC Shaktar) - Emirates Stadium (Arsenal FC) - Estadio Azteca (Club América, México) - Estádio Mestalla (Valencia CF) - Estádio Vicente Calderón (Club Atlético Madrid) - Etihad Stadium (Manchester City FC) - Goodison Park (Everton FC) - Imtech Arena (HSV Hamburg) - Juventus Stadium (Juventus FC) - King Fahd International Stadium (Arábia Saudita) | - La Bombonera (Boca Juniors) - Old Trafford (Manchester United FC) - Olympiastadion (Hertha BSC Berlim) - Parc des Princes (PSG) - San Siro (AC Milan/Inter de Milão) - Santiago Bernabéu (Real Madrid CF) - Signal Iduna Park (Borussia Dortmund) - St. James Park (Newcastle United) - Stade Gerland (Olympique Lyonnais) - Stade Vélodrome (Olympique de Marseille) - Stadio Olimpico (SS Lazio/AS Roma) - Stamford Bridge (Chelsea FC) - Veltins-Arena (Schalke 04) - Wembley Stadium (Inglaterra) - White Hart Lane (Tottenham Hotspur) |

#### Estádios Fictícios
- Akaaroa Stadium
- Aloha Park
- Arena D'Oro
- Arena del Centenario (versão genérica do Estádio Centenario (Peñarol, Nacional e Uruguai)
- Court Lane
- Crown Lane
- O Dromo (versão genérica do Maracanã) (Flamengo, Fluminense e Brasil))
- Eastpoint Arena
- El Libertador (versão genérica do Camp Nou (Barcelona))
- El Monumento (versão genérica do Monumental de Nuñes) (River Plate e Argentina))
- Estádio de las Artes (versão genérica do Saitama Stadium (Urawa Red Diamonds))
- ou  Estadio Nacional
- Estadio Presidente G. Lopes
- Euro Park
- FIWC Stadium (exclusivo PS3)
- Forest Park Stadium
- Ivy Lane
- ou  La Canchita
- Molton Road
- Sanderson Park (versão genérica do Stadion Miejski (Lech Poznan))
- Stade Kokoto
- Stade Municipal (versão genérica do Stade de Suisse, Wankdorf (BSC Young Boys))
- Stadio Classico (versão genérica do Estádio Artemio Franchi (Fiorentina))
- Stadio Comunale
- Stadion 23. Maj
- Stadion Europa
- Stadion Hanguk (versão genérica do Daegu World Cup Stadium (Daegu FC))
- Neder Stadion
- Stadion Olympic (versão genérica do Luzhniki Stadium (FC Spartak Moscow e Rússia))
- Town Park
- ou  Union Park Stadium
- Waldstadion

### Trilha Sonora
| - The 1975 - "The City" - American Authors - "Hit It" - Amplify Dot - "Get Down" - Bloc Party - "Ratchet" - The Chain Gang of 1974 - "Miko" - CHVRCHES - "We Sink" - The Colourist - "Little Games (St. Lucia Remix)" - Crystal Fighters - "Love Natural" - Dan Croll - "Compliment Your Soul" - David Dallas - "Runnin'" - De Staat - "Downtown" - Disclosure - "F for You" - Empire of the Sun - "Alive" - Foals - "My Number (Trophy Wife Remix)" - Grouplove - "I'm With You" - Guards - "I Know It's You" - Illya Kuryaki and the Valderramas - "Funky Futurista" - Jamie N Commons - "Marathon" | - John Newman - "Love Me Again" - Karol Conká - "Boa Noite" - Los Rakas - "Hot" - Marcelo D2 - "Você Diz Que o Amor Não Dói" - Miles Kane - "Don't Forget Who You Are" - The Naked and Famous - "Hearts Like Ours" - Nine Inch Nails - "Copy of A" - OK Kid - "Am Ende" - Oliver - "Mechanical" - Olympic Ayres - "Magic" - Portugal. The Man - "Purple, Yellow, Red and Blue" - Robert DeLong - "Here" - Rock Mafia feat. Wyclef Jean & David Correy - "I Am" - The Royal Concept - "On Our Way" - Smallpools - "Dreaming" - Vampire Weekend - "Worship You" - Wretch 32 - "24 Hours" - You Me at Six - "Lived a Lie" |

### Lançamento
Uma versão de demonstração do jogo foi lançada em 10 de Setembro de 2013, duas semanas antes do lançamento oficial do jogo. As equipes incluídas na demonstração eram PSG, Barcelona, Manchester City, Tottenham Hotspur, Milan, Borussia Dortmund, New York Red Bulls e Boca Juniors.
A versão para Wii, PS2, PSP, PSVita e Nintendo 3DS foi lançado como FIFA 14: Legacy Edition e possui jogabilidade e recursos iguais aos lançamentos anteriores da série FIFA, com apenas os uniformes e jogadores atualizados. As versões de Wii, PS2 e PSP só estão disponíveis na Europa e na América Latina.

### Capa
O argentino Lionel Messi retorna à capa global mais uma vez, como aconteceu em FIFA 13 e FIFA Street. Pela primeira vez o nome FIFA Soccer não foi utilizado na América do Norte. Os EUA possuem a capa global e uma capa com Javier Hernández. Inicialmente, Gareth Bale apareceu na capa da versão do Reino Unido e Irlanda com o uniforme do Tottenham Hotspur, mas depois de sua transferência para o Real Madrid, a EA atualizou seu uniforme como sendo do clube merengue.
Jogadores ao lado de Messi em suas respectivas regiões incluem:
- Austrália e Nova Zelândia: Tim Cahill
- Áustria: David Alaba
- América Central e do Sul (excepto o Brasil): Arturo Vidal e Radamel Falcao García
- República Checa: Michal Kadlec
- Hungria: Balázs Dzsudzsák
- Itália: Stephan El Shaarawy
- Japão: Maya Yoshida e Makoto Hasebe
- Oriente Médio: Mustafa Al-Bassas
- América do Norte: Javier Hernández
- Polónia: Robert Lewandowski
- Suíça: Xherdan Shaqiri
- Reino Unido e República da Irlanda: Gareth Bale